# 13479 Vet
13479 Vet là một tiểu hành tinh vành đai chính với chu kỳ quỹ đạo là 1279.8624802 ngày (3.50 năm).
Nó được phát hiện ngày 8 tháng 10 năm 1977.